# 25 Aquarii
25 Aquarii, som är stjärnans Flamsteed-beteckning, är en ensam stjärna belägen i den norra delen av stjärnbilden Vattumannen. Den hade tidigare beteckningen 6 Pegasi och befinner nära gränsen till stjärnbilden Pegasus. Den har också Bayer-beteckningen d Aquarii. Den har en skenbar magnitud på 5,09  och är svagt synlig för blotta ögat där ljusföroreningar ej förekommer. Baserat på parallaxmätning inom Hipparcosuppdraget på ca 14,4 mas, beräknas den befinna sig på ett avstånd på ca 226 ljusår (ca 69   parsek) från solen. Den rör sig närmare solen med en heliocentrisk radiell hastighet på ca -35 km/s. På det beräknade avståndet minskar stjärnans skenbara magnitud med 0,09 enheter genom en skymningsfaktor orsakad av interstellärt stoft.

## Egenskaper
25 Aquarii är en orange till röd jättestjärna av spektralklass K0 III, som anger att den har utvecklats bort från huvudserien efter att ha förbrukat förrådet av väte i dess kärna. Den tillhör en grupp stjärnor känd som klumpjättar och genererar energi genom fusion av helium i kärnan. Den har en radie, som är ca 11 gånger större än solens och utsänder från dess fotosfär ca 54 gånger mera energi än solen vid en effektiv temperatur av ca 4 700 K.